# Benetyty
Benetyty (Bennettitopsida, Cycadeoidopsida) – klasa roślin kopalnych należących do typu (gromady) nagonasiennych. Żyły w erze paleozoicznej i mezozoicznej od późnego permu do połowy późnej kredy. Benetyty czasem uważane są za oddzielny typ (gromadę) – Bennettitophyta.

## Charakterystyka
Przypominały nieco żyjące do dziś sagowce. Miały pnie walcowate lub kuliste, rzadko rozgałęzione, pokryte pozostałościami po ogonkach liściowych. Zalążki i pylniki benetytów ulokowane były razem w tworze przypominającym kwiat roślin okrytonasiennych. Miały kwiaty obupłciowe z zaczątkowym okwiatem, były zapylane przez owady. W nasionach powstawał zawsze tylko jeden zarodek o dwóch liścieniach magazynujących substancje zapasowe, co jest cechą ewolucyjnie zaawansowaną. U benetytów pojawiają się więc pewne tendencje do roślin okrytonasiennych. Nie można jednak traktować ich jako bezpośrednich przodków roślin okrytonasiennych, niemniej jednak benetyty mają wielkie znaczenie dla badań nad ich pochodzeniem.

## Systematyka
- Rząd: Bennettitales, Cycadeoidales
  - Rodzina: Bennettitaceae, Cycadeoidaceae
  - Rodzina: Williamsoniaceae